# Буковинская украинская самооборонная армия
Буковинская Украинская Самооборонная Армия (укр. Буковинська Українська Самооборонна Армія) — войсковое формирование времен Второй мировой войны, сформированное из украинских националистов. Действовала в украинской Буковине и Бессарабии.

## Сентябрь 1943 — июль 1944

Шумка Василий Миронович («Луговой»)

Первые повстанческие отряды были обычным сельским ополчением. Они появились в Буковине и Бессарабии осенью 1943. Но уже в августе 1943 года прокатилась волна арестов членов УПА.
В 1944 году на базе вооруженных отрядов ОУН в Бессарабии и Буковине формируются первые группировки самооборонной армии. Отряды БУСА действовали в горных и низменных районах Буковины и Бессарабии. Возглавил армию сельский учитель Василий Шумка по прозвищу «Луговой». Основная деятельность армии была направлена на партизанскую борьбу с мелкими частями немцев и румын и пропаганду среди местного населения. В начале 1944 года в связи с приближением советских войск БУСА стала тесно сотрудничать с ОУН-УПА.

## Июль 1944 — май 1945
Летом 1944 года в состав группировки входило около 600 человек, объединенных в три отделения самообороны. В этот период она воевала в основном, против советских и румынских коммунистических партизан. В июле 1944 года Василий Шумка без разрешения Буковинского и Центрального управлений ОУН вступил в переговоры с вермахтом. В сентябре 1944 года остатки БУСА основывают Буковинский курень УПА. Они отступили вслед за отступающими немецкими войсками и впоследствии присоединились к 1-й украинской дивизии УНА.